# Gmina Skënderbegas
Gmina Skënderbegas (alb. Komuna Skënderbegas, lub Komuna Lenie) – gmina  położona w środkowej części Albanii. Administracyjnie należy do okręgu Gramsh w obwodzie Elbasan. W 2011 roku populacja gminy wynosiła 1239 w tym 615 kobiety oraz 624 mężczyzn, z czego Albańczycy stanowili 84,91% mieszkańców.
W skład gminy wchodzi trzynaście miejscowości: Skënderbegas, Bletëz, Ermenj, Fushëz, Harunas, Kotkë, Kullollas, Lenmushë, Nartë, Simon, Shemberdhenj, Vidhan, Zenelas.